# Carrello Jakobs

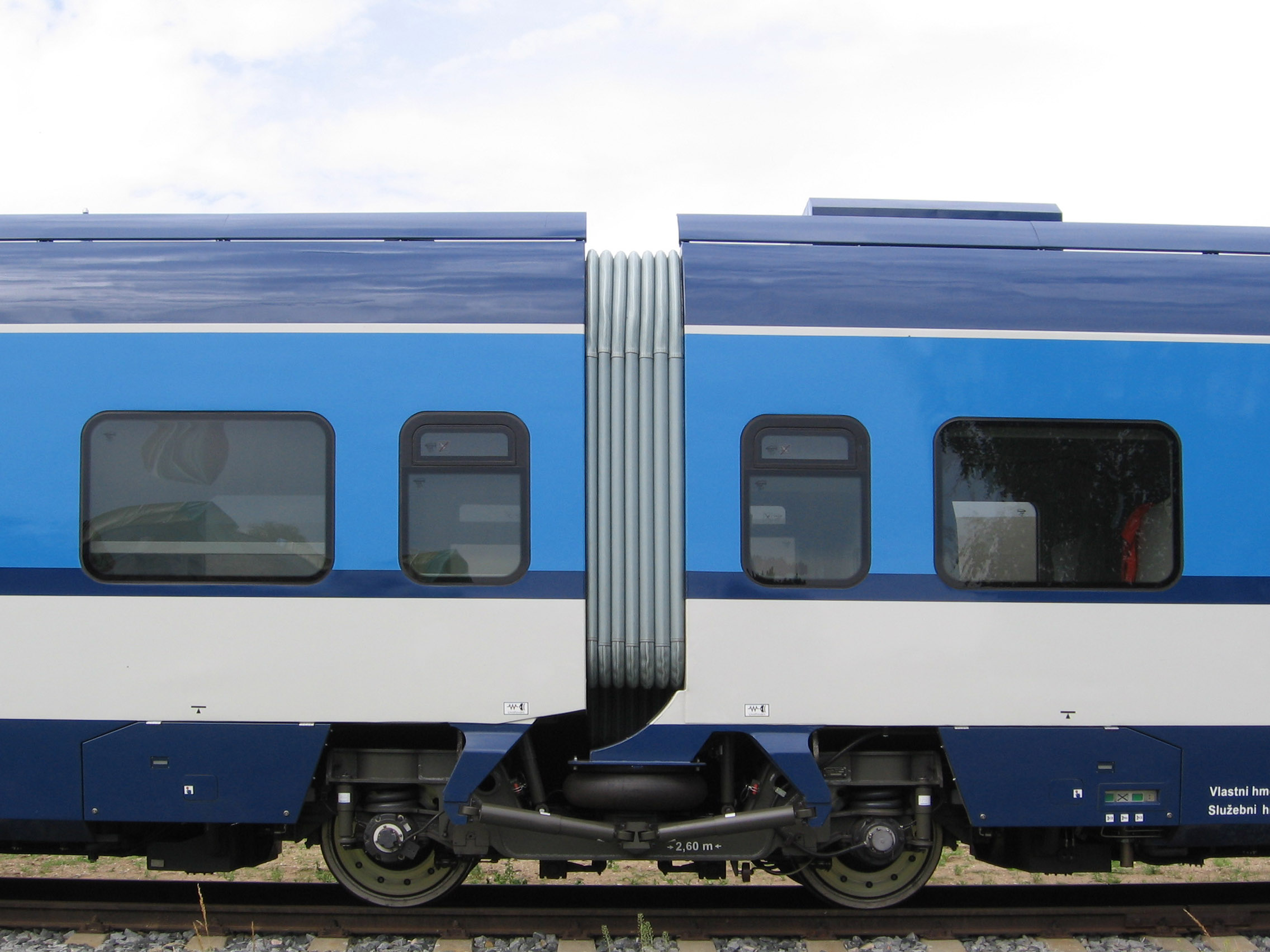
due casse (carrozze) che poggiano su un carrello Jacobs

Rappresentazione schematica: unione di due casse/vagoni con carrello Jacobs (sopra) e tradizionale (sotto)

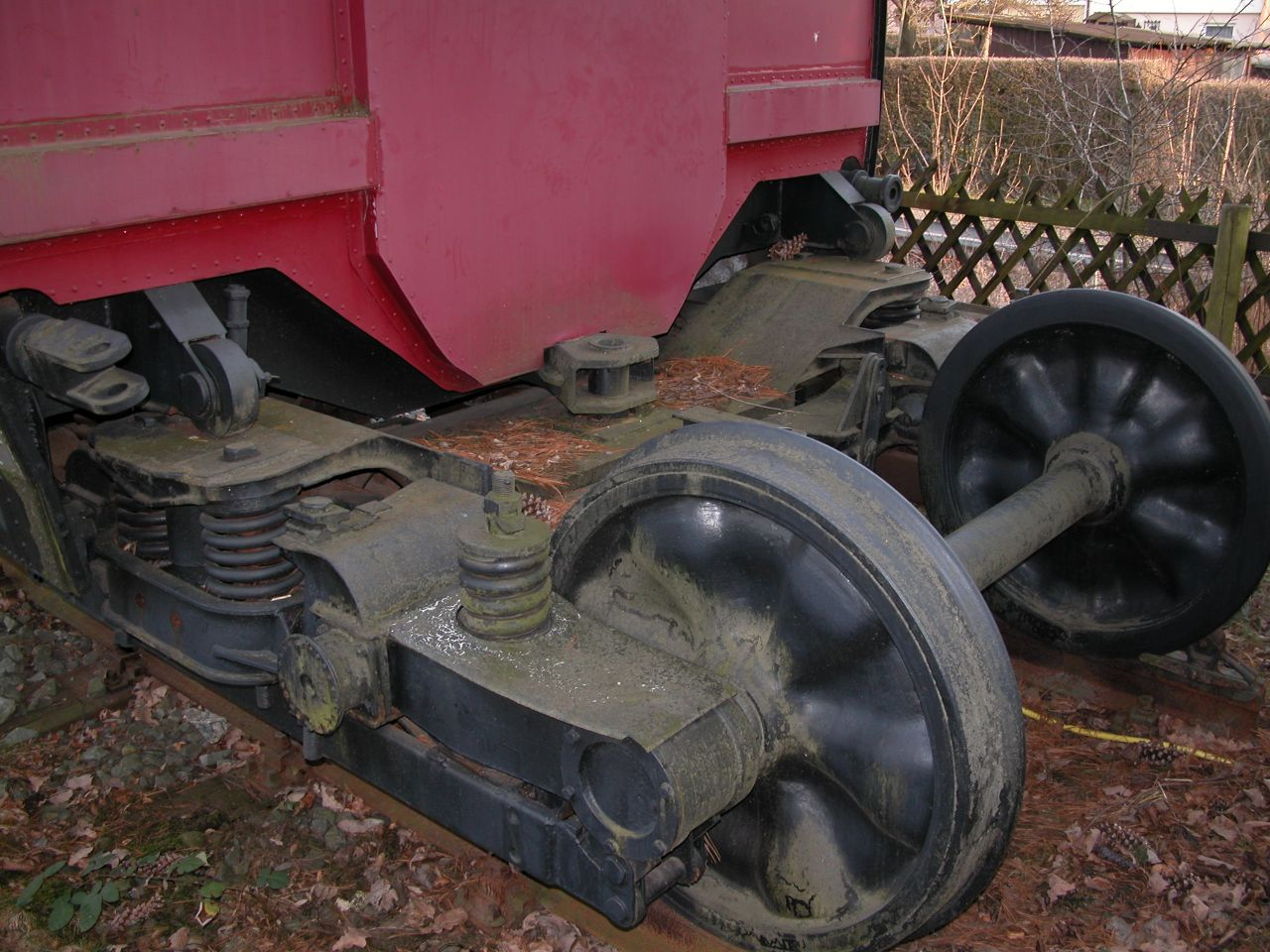
Esempio di semplice carrello Jakobs

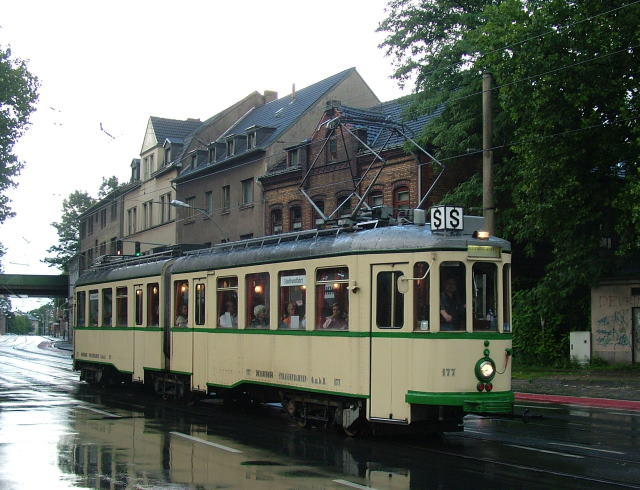
Il primo tram articolato con carrello Jakobs, costruito nel 1926 per la rete di Duisburg, restaurato quale rotabile storico

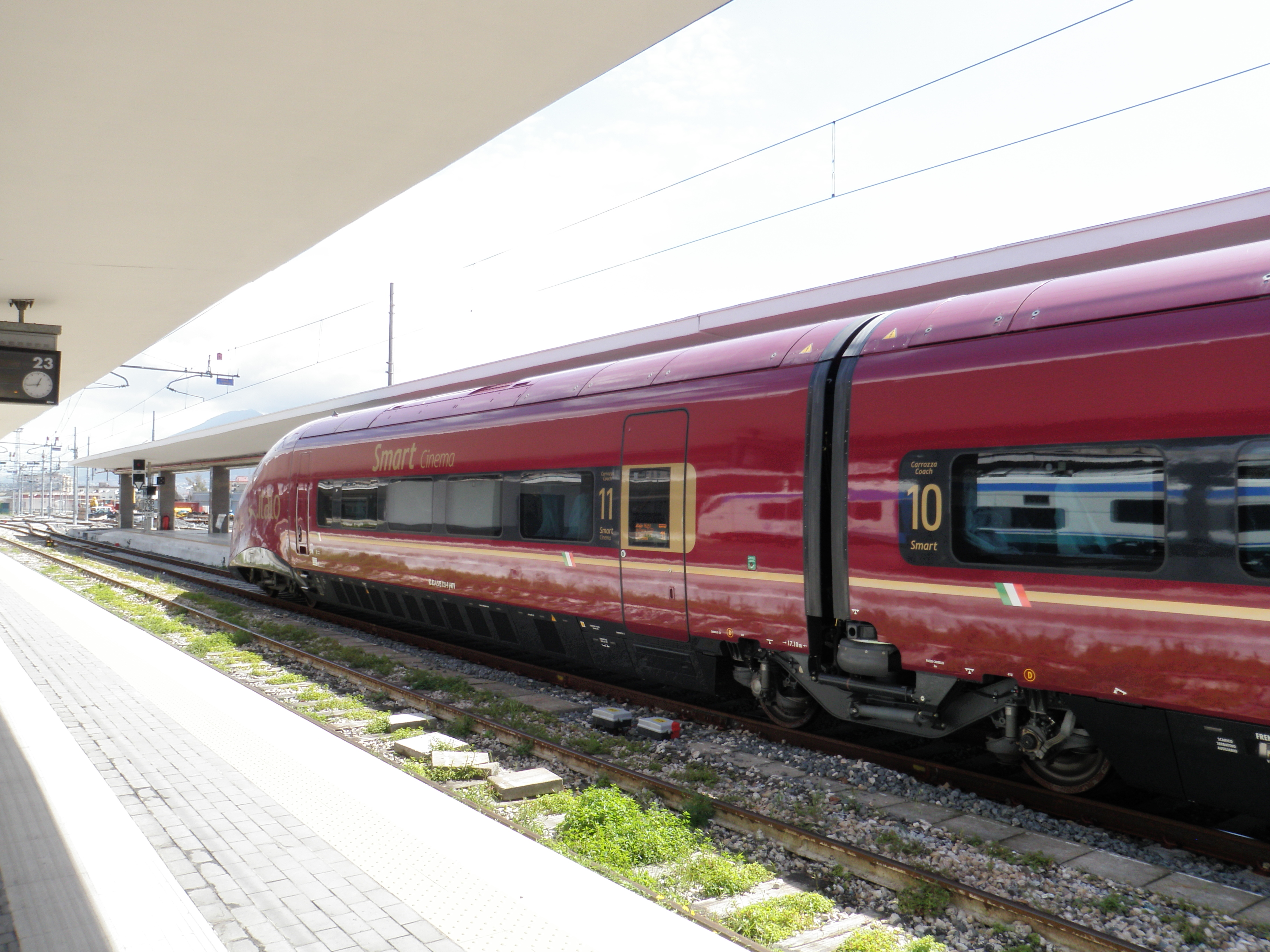
Elettrotreni AGV con carrelli Jacobs

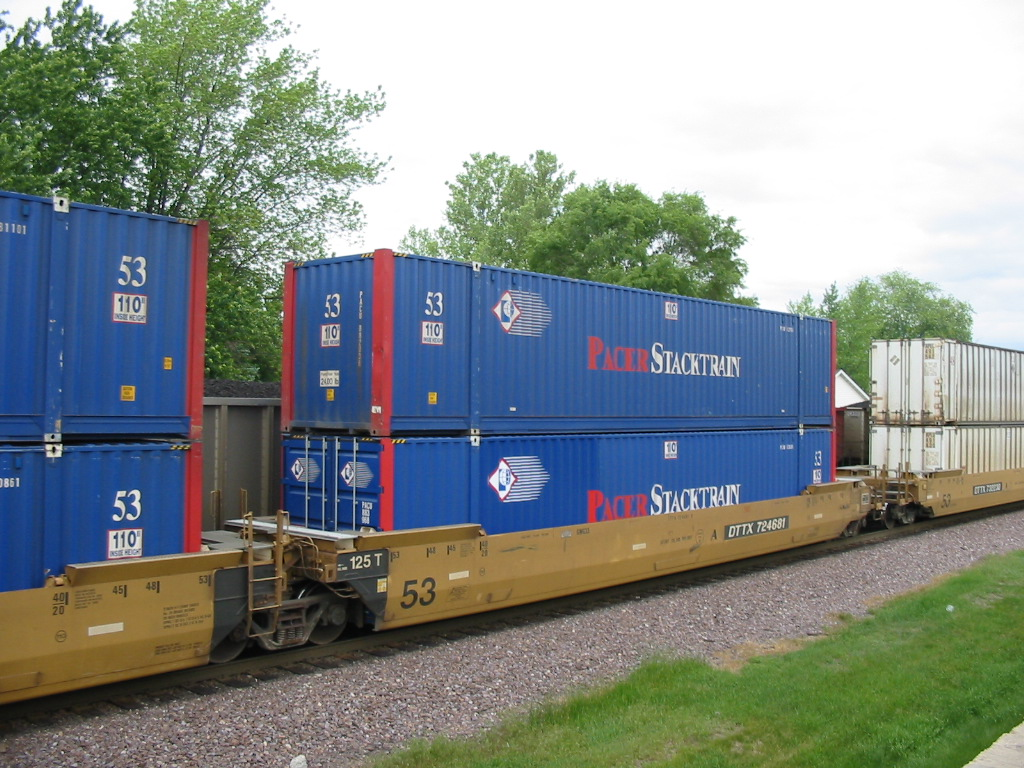
Carri speciali "gondola" in USA

Il carrello Jakobs è una particolare implementazione di carrello ferroviario, che permette di utilizzare un solo carrello comune a due testate di veicoli ferroviari accoppiati, al posto dei due normalmente occorrenti; è utilizzata nella costruzione di complessi ferroviari o tranviari articolati, sia per carrelli portanti che per carrelli motore.
Prende nome dal suo ideatore, l'ingegnere tedesco Wilhelm Jakobs (1858-1942). 
L'idea alla base è quella di appoggiare le estremità di due veicoli contigui su un solo carrello ad essi in comune, realizzandone quindi l'accoppiamento permanente, utilizzando così un solo carrello per vagone/cassa anziché due.

## Storia
Il carrello venne ideato dall'ingegnere tedesco Wilhelm Jakobs che chiese la registrazione del brevetto l'8 agosto 1901 ottenendone l'operatività dal 15 novembre 1902. 
La prima applicazione del carrello Jakobs venne realizzata, nel 1926, per la costruzione dei convogli tranviari della città di Duisburg, in Germania.
Tuttavia la prima applicazione ferroviaria di prestigio dei carrelli Jakobs fu, sempre in Germania nel 1932, per la costruzione dell'Amburghese volante che entrò in servizio, per la relazione ferroviaria ad alta velocità Berlino-Amburgo. Nel 1938 vennero impiegati anche per la costruzione dei convogli DR 137. 
La tipologia di carrello ha dato luogo a numerose varianti applicative.
Nella metà degli anni trenta il carrello venne applicato per la realizzazione degli Streamliner M 10000 e M 10001 della Union Pacific Railroad e per i Pioneer Zephyr della Chicago, Burlington and Quincy Railroad. Nello stesso periodo venne impiegato in Italia per la realizzazione degli elettrotreni ETR 200.
L'eccellente qualità del sistema è dimostrata dalla diffusione del suo uso anche nelle applicazioni ferroviarie più recenti quali i TGV, gli AGV, i Talent, gli Stadler FLIRT e SMILE, nonché gli IC3 danesi costruiti da ADtranz.
Le prime applicazioni tranviarie di serie del carrello Jakobs furono quelle della Duewag nel 1956. Tuttavia l'uso del carrello sui convogli tranviari è rimasto limitato in quanto la configurazione si presta poco agli stretti raggi di curvatura delle linee tranviarie.
Il carrello è utilizzato anche per la costruzione di carri merci speciali, in particolare con ruote piccole, per bisarche di trasporto autovetture o per trasporto di container.

## Vantaggi
Tra i vantaggi:
- risparmio nelle materie prime per la costruzione dei convogli, che necessitano di un carrello in meno per ogni cassa/vagone.
- minore massa complessiva del convoglio, che a parità di lunghezza con uno a carrelli tradizionali necessita quindi di motori di minore potenza.
- risparmio nei costi di propulsione (carburante/fornitura elettrica).
- maggiore stabilità di marcia causa minori spostamenti reciproci delle testate durante la marcia, soprattutto in curva.
- migliore tenuta d'insieme anche nel caso di svio del convoglio.
- migliore abitabilità nei passaggi di intercomunicazione che possono essere realizzati a perfetta tenuta d'aria (perché privi di piattaforme mobili e di mantici)

## Svantaggi
Tra gli svantaggi:
- maggiore carico per asse (sostanzialmente un vagone scarica il suo peso su 2 assi anziché 4).
- necessità di ricovero in officina per il disaccoppiamento dei vagoni/casse (convoglio bloccato ante litteram).
- maggiori difficoltà a percorrere tracciati con basso raggio di curva.[senza fonte][2]